# Tôn Thất Hải
Tôn Thất Hải (sinh ngày 16 tháng 7 năm 1935) là một cựu vận động viên đấu kiếm người Việt Nam. Cùng với 7 vận động viên khác, ông đã đại diện Việt Nam tham dự Thế vận hội mùa hè 1952 ở Helsinki, Phần Lan. Tại đây ông đã thi đấu nội dung kiếm ba cạnh nam. Đây cũng là lần đầu tiên Việt Nam có mặt tại Thế Vận hội.